# 塞爾希·雷日科夫
塞爾希·塞爾希約維奇·雷日科夫（羅馬化：Serhii Serhiiovych Ryzhkov；1958年6月22日—2017年11月1日），乌克兰造船科学院院士，国际海洋科学与技术创新学院院长，乌克兰马卡洛夫国立造船大学技术科学博士、教授，现任该校校长。